# Network Time Protocol
Network Time Protocol (NTP) este un protocol de rețea pentru sincronizarea ceasului între computere prin comutare de pachete, cu o latență variabilă la nivelul rețelelor de date. Funcționează încă de dinainte de 1985, NTP fiind unul dintre cele mai vechi protocoale de Internet în funcțiune. NTP a fost proiectat de David L. Mills de la Universitatea din Delaware.